# 刘起釪
刘起釪（1917年3月9日—2012年10月6日），字錚皆，湖南安化人，中国历史学家、先秦经学史家，中国社会科学院荣誉学部委员。尚书学研究泰斗。

## 生平

### 童而習之
劉起釪，出生於耕讀世家。出世還未滿周歲，父親便因肺病去世。祖父吟古先生為清末大儒王先謙的及門弟子，王先謙為嶽麓書院末代山長，吟古先生便於嶽麓書院學習多年，直到清末科舉廢除，才回到家鄉，以讀書著述為事。曾撰《小屏山年表》以記錄史事見聞及個人經歷。劉起釪自幼跟隨祖父循桐城之法學習古典詩文及儒家經典。14歲讀完《左傳》。同時，他還在安化的新式學堂接受新式教育。“正是新舊教育的結合，以及中國傳統學術研究與西方科學方法的結合。”
1932年，祖父去世，開始自己讀《昭明文選》與前四史，尤其喜歡《文選》中的優美篇章與《史記》，從中獲得了更豐富的文章意境。在安化縣師範完成了初中教育。1933年，進入長沙省立第一師範開始接受高中階段教育。因為免費，师范类学校而成為當時貧困青年的最佳讀書機會。高中師範畢業，劉起釪靠老師的幫助，在當時的資源委員會當雇員，期間一直在夜間私人學校補修英文。1939年，終仍因英文成績不好，被分發到設在安慶藍田鎮的國立師範學院先修班，師從張振鏞先生學習語文。由於出色其出色語文功底，受到當時的國學大師錢基博先生的賞識，並對這種種“知遇之感，油然沁入肺腑。”經過三年的工作積蓄和苦學英語，期滿時順利考取國立中央大學。
1941年，劉起釪考入國立中央大學歷史系。劉起釪以詩文聞名學校，不僅本系教授重視他，外系如中文系汪辟疆、羅根澤，師範學院國文系主任伍俶儻，史地系主任繆鳳林，理學院辛樹幟、歐陽翥、胡煥庸諸先生，也都對他關愛有加。其中以繆鳳林先生和丁山先生，對於劉起釪最為關切。期間正當湘北第三次抗禦日軍進攻。作《洞庭雄濤曲》鞭撻日寇進犯湘北，翌年發表於顧頡剛先生主持的《文史雜誌》，轟動全校。1944年10月，劉起釪的夫人彭湘締女士也隨他來到重慶，並於中大會計室覓到職位。

### 困而後學
在大學畢業之後的工作去向上，6月底，時任中大歷史系主任的張貴永先生，將他推薦給中央研究院歷史語言研究所的董作賓先生，也有老師強烈建議劉起釪留校，中大師範學院國文系主任的伍先生聘劉起釪到設在南京的私立建國學院中文系任講師。由於家眷問題，最終，不僅史語所沒有去成，中大也沒能留成，劉起釪做了顧頡剛先生的研究生，學籍放在中大文科研究所歷史學部，並於1946年隨學校東返南京，1947年到蘇州在顧先生寶樹園家中隨從研究。
1947年，劉起釪研究生畢業時，正值辛樹幟先生為蘭州大學大力延攬人才之際，鉴于辛樹幟与顧頡剛的交情，辛樹幟便通過顧額剛邀請劉起釪至蘭大任教。然而，1947年的蘭州，尚未通火車，生活條件差，再加上戰爭使交通不便，被一般人視為畏途，而劉起釪的夫人彭湘締女士，又恰於此時辦理中大會計室佐理員之送審手續，兩重原因加起來，彭女士反對劉起釪去蘭州，最終沒有成行。顧頡剛先生體諒了劉起釪的處境，接受他不去蘭州，同意他去中央圖書館，但劉已經拒絕在先，再去就有些為難，這時蔣複璁先生又托賀昌群先生再送中央圖書館聘書，約定是年10月1日就職，恰巧金毓黻(字靜庵)先生在中大會計室遇到劉起釪的夫人彭湘績女士，聞知劉起釪情況，即約9月18日與劉起釪面談，9月21號即發聘書，聘劉起釪至國史館任助修。在中央圖書館編輯與國史館助修兩個職位間，劉起釪最終選了後者。半年後升任協修（同副教授）。
1951年，國史館改組為中國科學院南京史料整理處，即中國科學院第三歷史研究所南京史料整理處。劉起釪擔任檔案整理組組長，後調任資料彙編組組長，整理現代檔案史料。他在南京史料整理處期間，主持整理300多個單位的歷史檔案，編目400多冊，選編史料匯篇3000多萬字，出版了《歷史檔案的整理方法》一書，以此每年年終總結總以第一名被表揚，1956年受中國科學院獎金。其間，基本未從事古代典籍研究工作。
1957年“反右”後，金毓黻、蔣孟引、羅根澤等先生曾先後想調他去近代史所、南京大學歷史系和中文系，均未辦成。劉起釪遂以全副精力學習馬克思主義，自謂“獲得了分析問題和考察問題、處理問題的正確的觀點、方法……對指導我今後治學大為有益”。

### 尚書志業
1959年，顧頡剛接受中央指示的《尚書》整理任務。顧頡剛便與中國科學院近代史所副所長劉大年先生(南京史料整理處歸屬近代史所)與中華書局總經理兼總編輯金燦然先生商談，調劉起釪進京協助自己進行《尚書》工作。因南京史料處不放人，直到1962年1月，中宣部才應顧頡剛、金燦然之請，把劉起釪調到北京中華書局工作，任《尚書》研究專職。1962年11月21日，劉起釪到京。為顧頓剛與劉起釪合作進行《尚書》研究的黃金時段。
1965年，劉起釪到河南林縣從事“四清”工作，1969年9月，劉起釪又被下放至湖北咸寧五七幹校勞動。顧額剛這方面，從1966年8月之後，研究工作也完全停頓。
1975年10月，顧頡剛托白壽彝請于胡繩，借調劉起釪歸歷史所。一年後，1976年，劉起釪到所，協助顧頡剛整理《尚書》。1978年，劉起釪正式調入歷史所，此後就在北京乾麵胡同（三裡河南沙溝）顧頡剛家中的工作室上班，與顧頡剛合作《尚書》研究工作，一直到1980年顧頡剛去世。1981年，劉先生入住勁松中國社會科學院宿舍。1982年終，應北京大學歷史系之邀接替老病的楊伯峻先生為為研究生班講授《春秋左傳》。1983年秋，中華書局《史記譯注》工作小組約請劉起釪寫《夏本紀譯注》，於翌年完稿。
八十年代末九十年代初，應日本學界邀請，先後在東京大學、京都大學人文科學研究所等單位講學。

### 終老交困
2004年10月起，劉起釪定居南京，從此完全不能從事學術研究了。次年，因女儿女婿均罹患重病，劉起釪被被迫迁居至南京工程兵康复中心中，此后长期困居于养老院的十余平方米的小房间中，因老年痴呆症，生活渐不能自理。2012年10月6日，劉起釪在养老院去世。